# パーティーパーティー
パーティーパーティーは、吉本興業（大阪本社）所属のお笑いコンビ。2015年結成。NSC大阪校32期生。

## メンバー
ひらかわ（1986年11月21日 - ）（38歳）
ツッコミ担当。
本名：平川 雄太郎（ひらかわ ゆうたろう）
滋賀県甲賀市出身。身長171 cm、体重70 kg。血液型はA型。
趣味は欧州サッカー、NBA、アメリカプロレス観戦。特技はうまいことを言ってオチをつける、怖い話をたくさん知っている、霊感はないが幽霊を目撃した経験がある。

きむきむ（1991年3月7日 - ）（34歳）
ボケ担当。
本名：木村 弘治（きむら こうじ）
京都府京田辺市出身。身長173 cm、体重64 kg。血液型はB型。
趣味はフットサル、ブルーハーツ、ファッション。特技は50音全部でギャグ、絶対道に迷わないこと。
ギャグを得意とする芸人によって結成された「ギャグレンジャー」のピンク担当。
かつてはピン芸人「木村浪漫」として活動していた時期がある。
舞台衣装は主に『トイ・ストーリー』のウッディのような服を着用。

## 来歴
ひらかわは子供の時から芸人に憧れていて、高校時代に親へ相談してみたところ猛反対されてしまい仕方なく大学に進学、その後にNSCへ入学した。
きむきむも幼少期から芸人になりたい思いを募らせ、勉強があまり好きじゃなかったのもあってか芸人になることばかり考えていた。父は芸人の道に進むのを承諾してくれたが母からはひらかわと同じく猛反対を受けたものの学校を卒業してからすぐNSCに入り、ひらかわとは4歳上だが自然と話しやすかったため現在のコンビを結成した。

## 芸風
主に漫才で、きむきむのギャグを取り入れたネタが多い。

## 賞レース成績

### M-1グランプリ
| 年（回）         | 結果         | エントリー No. | 会場                       | 日時     | 備考 |
| ---------------- | ------------ | -------------- | -------------------------- | -------- | ---- |
| 2015年（第11回） | 3回戦進出    | 461            | 【大阪】よしもと漫才劇場   | 10月27日 |      |
| 2016年（第12回） | 2回戦進出    | 1099           | 【大阪】大丸心斎橋劇場     | 10月4日  |      |
| 2017年（第13回） | 3回戦進出    | 1343           | 【大阪】よしもと漫才劇場   | 10月24日 |      |
| 2018年（第14回） | 3回戦進出    | 1457           | 【京都】よしもと祇園花月   | 10月24日 |      |
| 2019年（第15回） | 準々決勝進出 | 1186           | 【大阪】なんばグランド花月 | 11月18日 |      |
| 2020年（第16回） | 準々決勝進出 | 763            | 【大阪】なんばグランド花月 | 11月16日 |      |
| 2021年（第17回） | 準々決勝進出 | 2026           | 【大阪】よしもと漫才劇場   | 10月25日 |      |
| 2022年（第18回） | 3回戦進出    | 2861           | 【京都】よしもと祇園花月   | 10月26日 |      |
| 2023年（第19回） | 3回戦進出    | 1517           | 【大阪】よしもと漫才劇場   | 10月30日 |      |
| 2024年（第20回） | 準々決勝進出 | 2124           | 【大阪】なんばグランド花月 | 11月20日 |      |

- 第39回今宮子供えびすマンザイ新人コンクール - 奨励賞
- 第50回NHK上方漫才コンテスト - 本選進出[9][10]
- キングオブコント2021 - 準々決勝進出（ノーシード）[11]
- 第11回関西演芸しゃべくり話芸大賞  - 準グランプリ
- 第9回NHK新人お笑い大賞 - 本戦進出[12]
- 第12回関西演芸しゃべくり話芸大賞 - 準グランプリ
- 第13回関西演芸しゃべくり話芸大賞 - 準グランプリ

## 出演

### テレビ
- 漫才Lovers（読売テレビ）
- 千原ジュニアの座王（関西テレビ）きむきむのみ、不定期出演
- 次世代お笑い戦隊ギャグレンジャー（読売テレビ）きむきむのみ[4]
- 新春大売出し! さんまのまんま（関西テレビ）今田耕司おすすめ若手芸人のコーナーにて優勝[3][5]。
- 前略、西東さん（中京テレビ）
- 今ちゃんの「実は…」（ABCテレビ）
- 痛快!明石家電視台（MBSテレビ）
- 見取り図のソクウケナイト（ABCテレビ）

### ラジオ
- ますます!ハイヒール（MBSラジオ）[5]